# Merume River
Merume River är ett vattendrag i Guyana.   Det ligger i regionen Cuyuni-Mazaruni, i den centrala delen av landet, 220 km sydväst om huvudstaden Georgetown.